# Frank Donga
Kunle Idowu, conocido popularmente como Frank Donga, es un actor y comediante nigeriano.  

## Biografía
Idowu asistió a la Universidad Estatal de Ogun (actual Universidad Olabisi Onabanjo) donde obtuvo una licenciatura en Ciencias Agrícolas y a la Universidad de Ibadán, donde obtuvo una maestría en Genética Animal.

## Carrera
Saltó a la fama a través de la serie web, The Interview, en Ndani TV sobre un sencillo buscador de empleo por el que fue nominado a Mejor Actor de Comedia en los Africa Magic Viewers Choice Awards  2015. Ha participado en distintas películas como The Wedding Party y su secuela The Wedding Party 2. Anteriormente trabajó como periodista, también se ha desempeñado como fotógrafo y cineasta.

## Filmografía
| Año  | Título                     | Personaje              | Notas                                                           | Ref.          |
| ---- | -------------------------- | ---------------------- | --------------------------------------------------------------- | ------------- |
| 2016 | The Wedding Party          | Harrison, el conductor |                                                                 |               |
| 2017 | Tatu                       |                        |                                                                 |               |
| 2017 | Idahosa Trails             | Pastor Osas            | Una película sobre los eventos de vida de Bishop Benson Idahosa |               |
| 2017 | Mentally                   | Akin                   |                                                                 |               |
| 2017 | Hakkunde                   | Akande                 | Protagonista Representó a un graduado desempleado               | [ 7 ]         |
| 2017 | The OAP                    | Sikiru                 |                                                                 |               |
| 2017 | The Wedding Party 2        | Harrison               |                                                                 |               |
| 2018 | Falz Experience: The Movie |                        |                                                                 | [ 8 ]         |
| 2018 | 200 Million                |                        |                                                                 |               |
| 2018 | Seven and a Half Date      | Frank                  |                                                                 |               |
| 2018 | The Washerman              | Baba Landlord          | Película de Etinosa Idemudia                                    |               |
| 2018 | Funke!                     | John                   |                                                                 | [ 9 ]         |
| 2018 | Crossroads                 |                        |                                                                 |               |
| 2018 | The Foreigner's God        | Winter Kunte           |                                                                 | [ 10 ] [ 11 ] |
| 2020 | Soft Work                  |                        |                                                                 |               |
| 2021 | Swallow                    |                        |                                                                 |               |

| Año           | Título        | Personaje   | Notas                                |
| ------------- | ------------- | ----------- | ------------------------------------ |
| 2013-2015     | The Interview | Frank Donga | serie web en Ndani TV                |
| 2016–presente | The Boot      | Frank Donga | Junto a Denrele Edun en EbonyLife TV |
| 2017          | Flatmates     | Dede Malik  |                                      |
| 2017          | The Condo     | Jeff        |                                      |

## Premios y nominaciones

### Premios Africa Magic Viewers 'Choice
| Año  | Nominado                              | Categoría              | Resultado | Ref.   |
| ---- | ------------------------------------- | ---------------------- | --------- | ------ |
| 2015 | Kunle Idowu/The Interview (serie web) | Mejor actor de comedia | Nominado  | [ 12 ] |
| 2018 | Frank Donga/Idahosa Trials            | Mejor actor de reparto | Nominado  | [ 13 ] |

### Premios de la Academia de Cine de África
| Año  | Nominado             | Categoría             | Resultado | Ref.   |
| ---- | -------------------- | --------------------- | --------- | ------ |
| 2018 | Frank Donga/Hakkunde | Mejor actor principal | Nominado  | [ 14 ] |

### Festival de Cine Africano (TAFF)
| Año  | Nominado    | Categoría   | Resultado | Ref.   |
| ---- | ----------- | ----------- | --------- | ------ |
| 2018 | Frank Donga | Mejor Actor | Ganadora  | [ 15 ] |